# Студенец (приток Дона)
Студене́ц — ручей в Липецком и Задонском районах Липецкой области.
Длина реки — 10 км, площадь водосборного бассейна — 169 км². Имеет два истока, так как в начале — два рукава: один у деревни Отверг-Студенец, другой у села Чириково. Впадает в реку Дон в селе Донское.
На Студенце стоят несколько селений, некоторые из которых получили своё название по ручью — Отверг-Студенец, Верхний Студенец и Нижний Студенец (ныне Донское).
Остальные населённые пункты: Варваро-Борки, Казино, Казинка, Дмитриевка, Степановка, Софиевка и Никольское.
Название ручей получил по своей студёной (холодной) воде.